# サイアム・センター
座標: 北緯13度44分47秒 東経100度31分57秒 / 北緯13.74639度 東経100.53250度

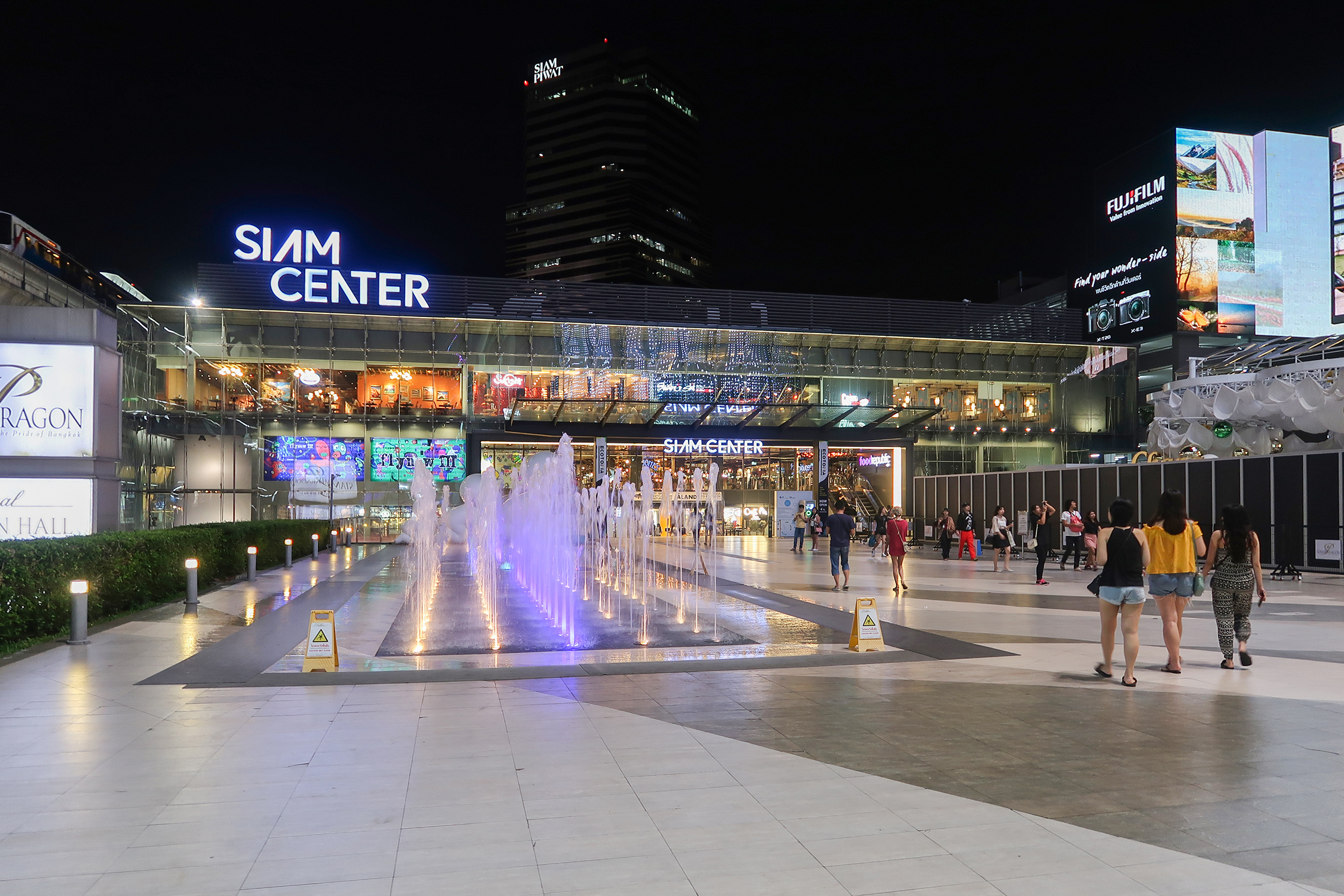
サイアム・センター

サイアム・センター及びサイアム・ディスカバリー（英文表記: Siam Center、タイ語: สยามเซ็นเตอร์）は、タイ王国の首都バンコクのパトゥムワン区にある、2棟の巨大なショッピングモール。

## 概要
バンコク・スカイトレインのサイアム駅に位置するこれらショッピングモールは、サイアム・スクエアの反対側、サイアム・パラゴンの近隣にあり、MBKセンターに接する巨大なショッピング地区の一部を成している。どちらの棟も、ザ・モール・グループと共にサイアム・パラゴンの所有者である、サイアム・ピワット社 (Siam Piwat Co. Ltd.,) が運営している。建物にかかるスカイブリッジは、サイアム・センターとサイアム・ディスカバリーの4階を接続している。また、両棟の間には中庭があり、各種コンサートや特別なイベントの会場に使用されることがよくある。加えて、バンコク・スカイトレインのナショナル・スタジアム駅とMBKセンターから延びるスカイブリッジは、サイアム・ディスカバリーへと繋がっている。

## 沿革
サイアム・センターは1973年に建設され、当時バンコクでは最初のショッピングモールの一つとなった。センターは幾度も改装が施されており、その中には1995年の火事の後に行われたものも含まれている。最近行われた改装では、「魔法のガラス箱 (Magical Glass Box) 」をコンセプトとし、4階建てで新しいフードコートや10代の買い物客に向けた「ファッションの中心地」としての場を提供している。他、1994年に駐車場の「サイアム・カーパーク」が建設された。

## サイアム・ディスカバリー
6階建てのサイアム・ディスカバリーは、1997年に建設された。これはサイアム・センターよりも、やや大人向けのマーケットとなっている。最新のテーマは「1つのフロアに、1つのコンセプトを (One Floor, One Concept)」で、同業の店舗を1階層にまとめた。入居する店舗の中には、イタリアのファッションブランド、ディーゼルがあり、これはタイで唯一のディーゼルの店舗である。また、家具そのた家庭用設備の販売店ハビタットがあり、これもアジアでは唯一の支店である。店舗の中には、日本の雑貨店ロフトも位置している。EGVグランド・シネマとゴールド・クラス・シアターはそれぞれ建物の6階に置かれている。

## 参考
- Hemtasilpa, Sujinta (November 23, 2004). "Operators gear up for holiday season", Bangkok Post (retrieved July 18, 2006, via Skyscrapercity.com).
- Rungfapaisarn, Kwanchai (November 23, 2004). "Makeover planned for Siam Centre", The Nation (retrieved July 18, 2006, via Skyscrapercity.com).